# 费恩阁
费恩阁（1921年—），男，奉天（今辽宁）抚顺人，中国兽医传染病学家，曾任解放军兽医大学教授、博士生导师。